# Zakrzewo
Zakrzewo [pronunciación en polaco: /zaˈkʂɛvɔ/] (en alemán: Groß Sakrau) es un pueblo ubicado en el distrito administrativo de Gmina Kozłowo, dentro del Condado de Nidzica, Voivodato de Varmia y Masuria, en Polonia del norte. Se encuentra aproximadamente a 3 kilómetros al este de Kozłowo, a 10 kilómetros al suroeste de Nidzica, y a 55 kilómetros al sur de la capital regional Olsztyn.
El pueblo tiene una población de 100 habitantes.